# Neue Kirche (Emden)

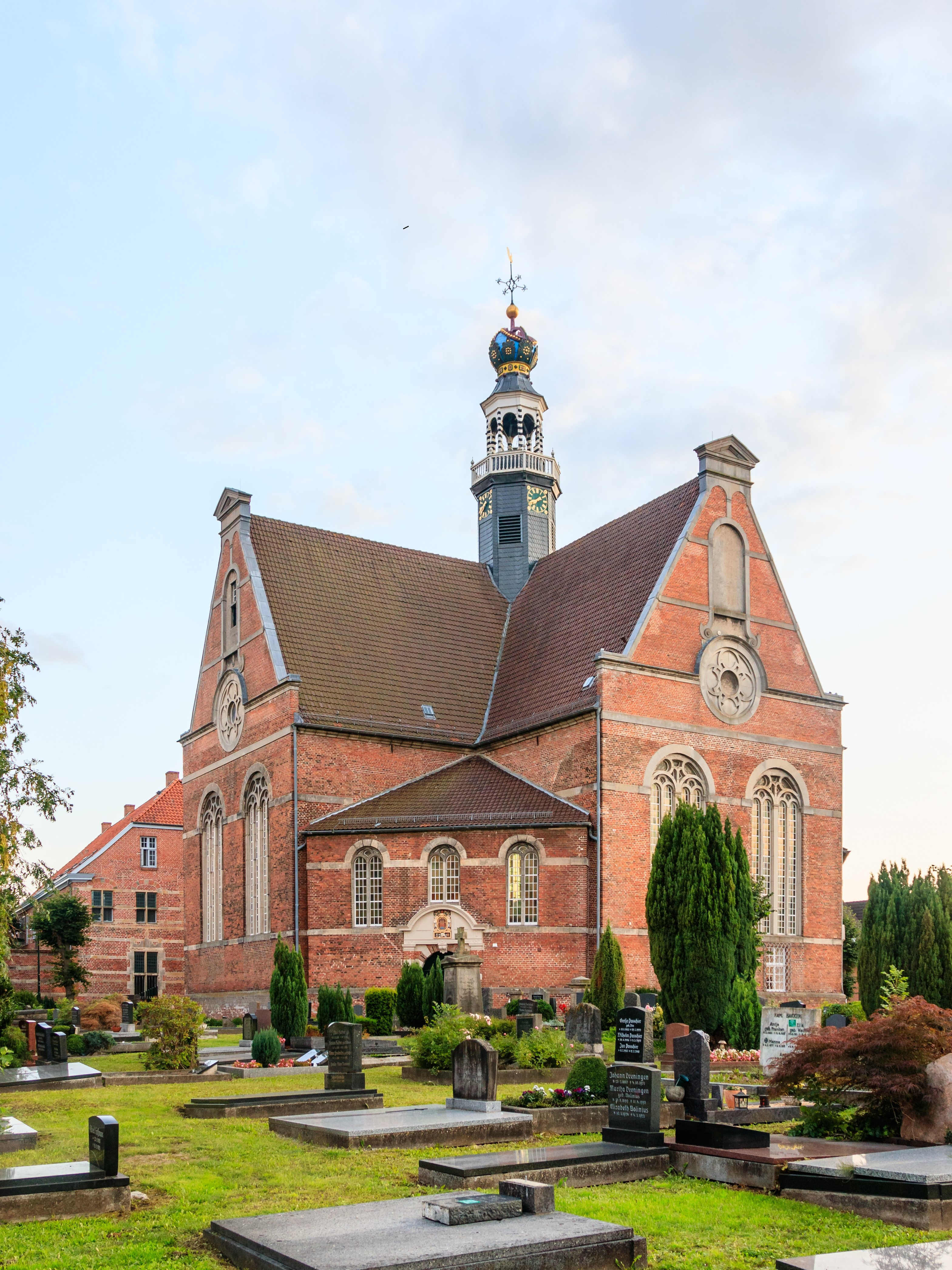
Neue Kirche mit Friedhof

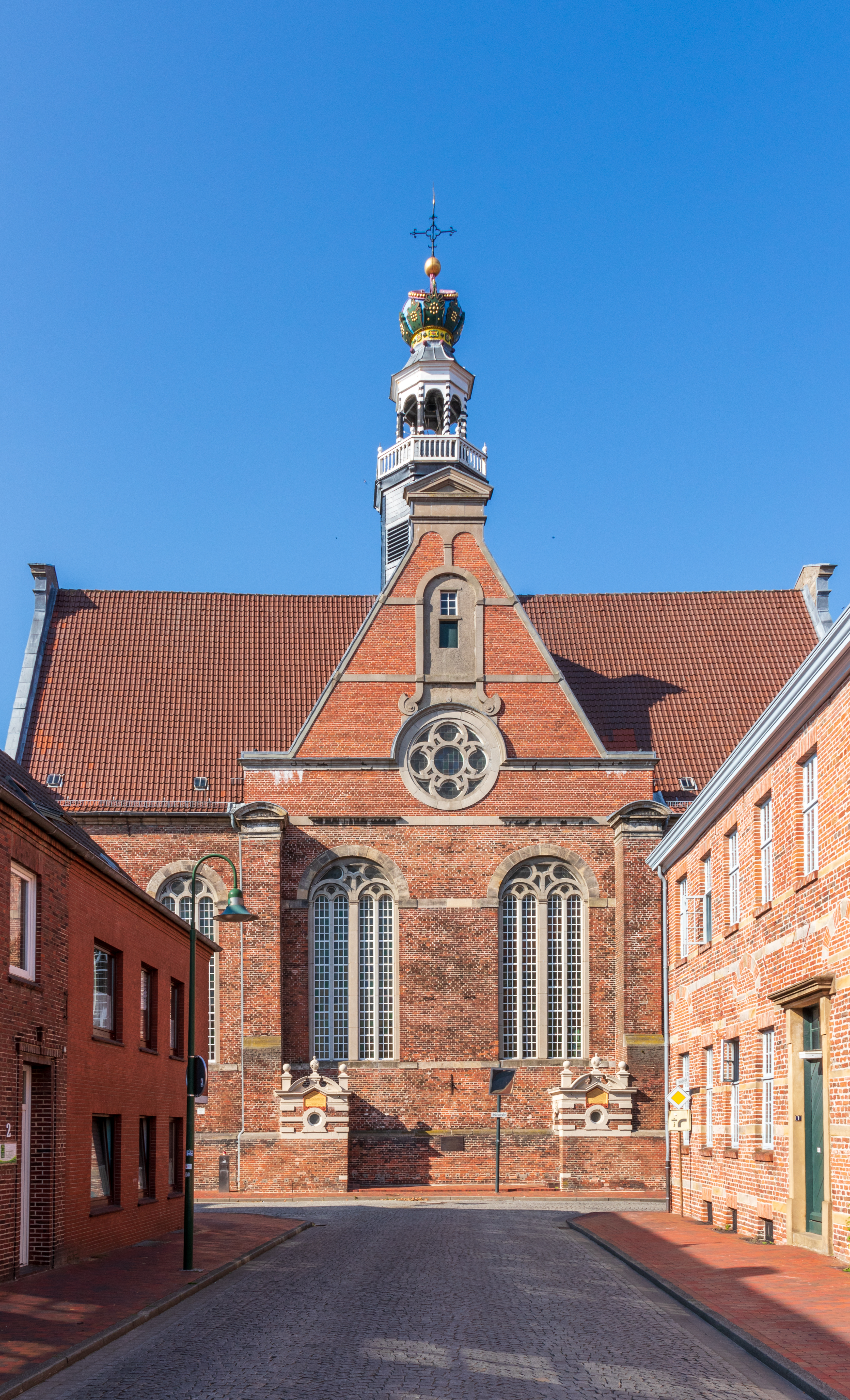
Südansicht der Kirche

Die Neue Kirche in Emden (Ostfriesland) ist eine evangelisch-reformierte Predigtkirche. Sie wurde in den Jahren 1643–1648 als erster nachreformatorischer Kirchenbau in Norddeutschland im gemäßigten Barockstil errichtet. Im Zweiten Weltkrieg  wurde sie bis auf die Außenmauern zerstört und anschließend in abgewandelter Form wieder aufgebaut.

## Baugeschichte

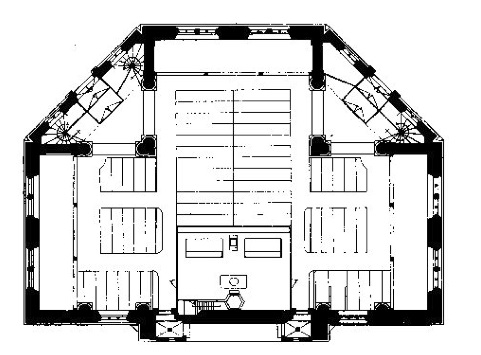
Grundriss der Neuen Kirche mit der Bestuhlung von 1818

Die Stadt Emden hatte um die Mitte des 17. Jahrhunderts schätzungsweise 20.000 Einwohner, darunter zwischen 5.000 und 6.000 niederländische Flüchtlinge. Längst reichten die Kirchen der Stadt dafür nicht mehr aus. 1642 beschlossen Magistrat und Kirchenrat der Stadt den Bau eines dritten Gotteshauses (nach der Großen Kirche und der Kirche des ehemaligen Franziskanerklosters). Diese sollte in Faldern errichtet werden. Der Ort war seit 1570 ein Stadtteil von Emden. Eine Kirche fehlte hier bislang.
Planung und Bauleitung wurden dem Emder Ratsbaumeister Martin Faber übertragen. Der gebürtige Emder hatte sich lange in Italien, Frankreich und in den Niederlanden aufgehalten und dort seine Ausbildung vertieft. Insbesondere in Rom hatte er als Baumeister und Maler gewirkt. Inmitten des Dreißigjährigen Krieges, in dem das übrige Ostfriesland große Not zu leiden hatte, wurde die Kirche in den Jahren 1643 bis 1648 erbaut. Finanziert wurde der Bau ausschließlich durch Spenden. Zunächst hatte sie keine Bestuhlung, die Gottesdienstbesucher standen während der Predigten. 1818 wurden eine erste Orgel und ein festes Kastengestühl eingebaut.
Am 6. September 1944 wurden bei der schwersten Bombardierung Emdens während des Zweiten Weltkriegs mehr als 80 Prozent des Stadtgebiets zerstört. Auch die Neue Kirche wurde stark in Mitleidenschaft gezogen und brannte bis auf die Grundmauern nieder. In den Jahren 1947 bis 1950 wurde die Kirche mit stark verändertem Innenraum wieder errichtet. So wurde ein Versammlungsraum in das Gebäude eingebaut, die Konsistorienkammer. Anstelle des ursprünglichen Tonnengewölbes wurde eine Flachdecke eingezogen. Durch diese Deckenkonstruktion wurde der Lichteinfall in der Kirche stark verändert, da die großen Rundfenster in den drei Giebeln nun den Dachboden belichten, der als Bibliothek genutzt werden sollte, was aber nur zeitweilig umgesetzt wurde.

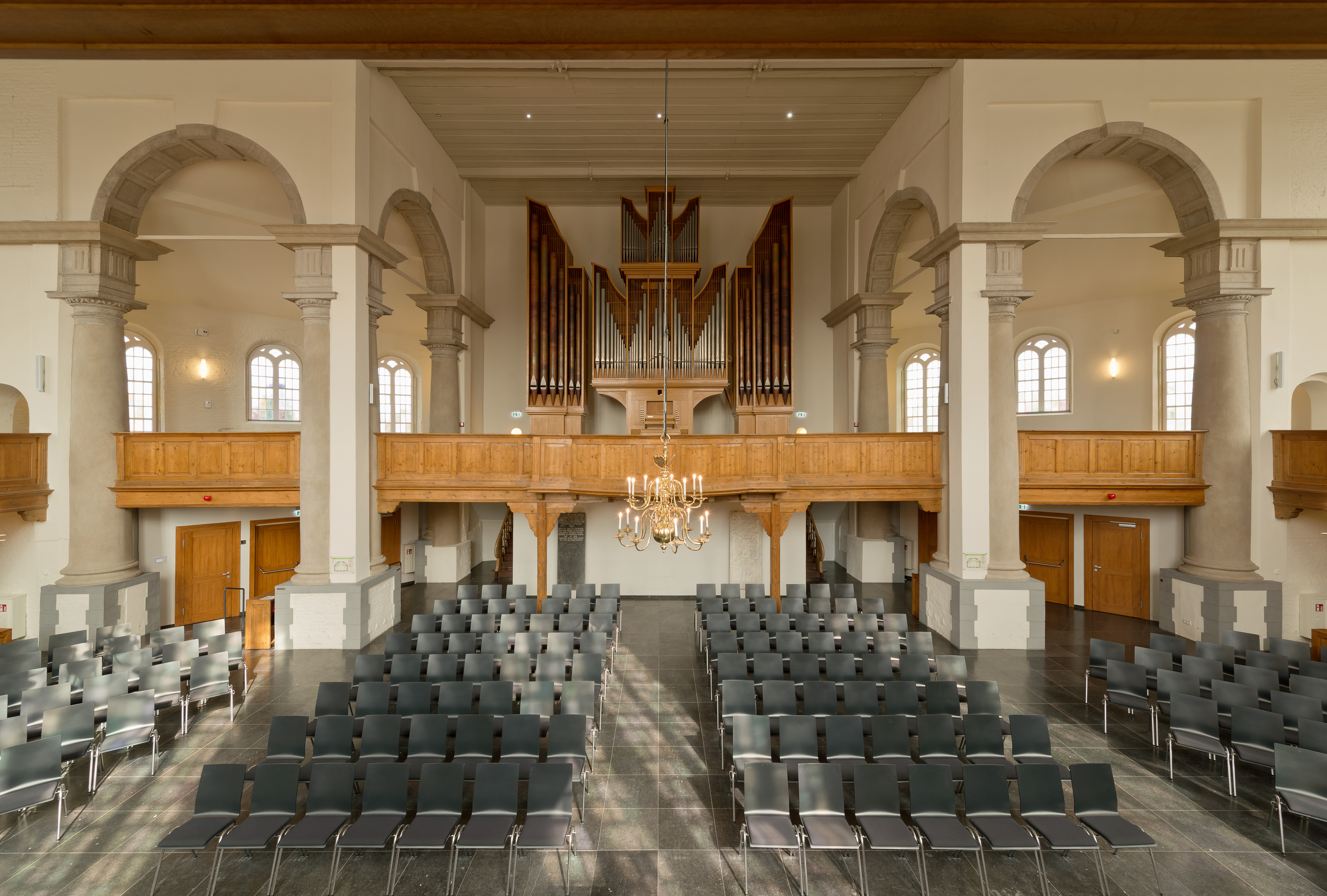
Innenraum nach der Renovierung

1998 wurde der 350. Jahrestag des Kirchenbaus begangen und im selben Jahr der Bauverein gegründet, der es sich zum Ziel gesetzt hat, die Kirche in ihrer ursprünglichen Form zu gestalten. Die Umbaumaßnahmen begannen am 18. Juni 2012 und wurden in enger Zusammenarbeit mit dem Bauverein Neue Kirche und der Gemeinde Emden durchgeführt. Sie beinhalteten die Freistellung der Doppelsäulen durch den Rückbau der Emporen. Nicht realisiert wurde der Plan, den Lichteinfall durch die vier Rosettenfenster wiederherzustellen, indem die beiden sich kreuzenden Holztonnengewölbe rekonstruiert wurden. Auch wurde die Wand hinter der Orgel nicht zurückgebaut und die Fenster im Norden nicht freigelegt. Eingebaut wurden eine moderne Klima- und Heizungsanlage, Kommunikationsleitungen sowie sanitäre Anlagen. Zudem wurde die gesamte Elektro-Installation erneuert. Das feststehende Kastengestühl von 1818 blieb nur unterhalb der Ost- und Westempore erhalten. Die technische Ausstattung und 320 neue Einzelstühle sollen eine multifunktionale Nutzung für vielfältige kirchliche und kulturelle Zwecke, für Kongresse und öffentliche repräsentative Veranstaltungen ermöglichen. Der große Innenraum bietet 570 Personen Platz. Die Renovierungskosten umfassten insgesamt 1,3 Millionen Euro. Nach 15 Monaten Restaurierung erfolgte am 6. September 2013 die Wiedereröffnung der Neuen Kirche mit einer Gedenkfeier und einem Festakt.

## Baubeschreibung

### Das Äußere

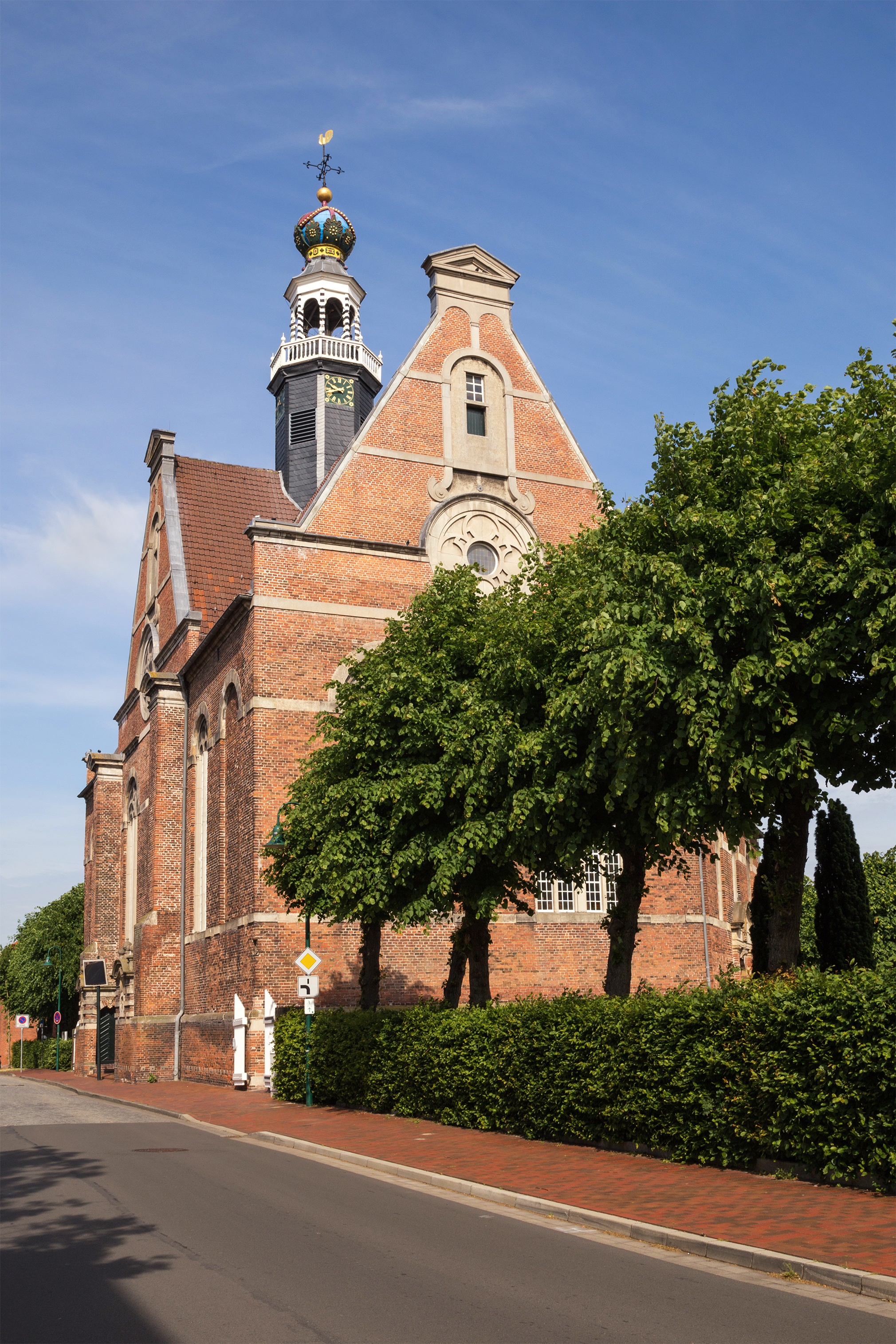
Kirche von Westen

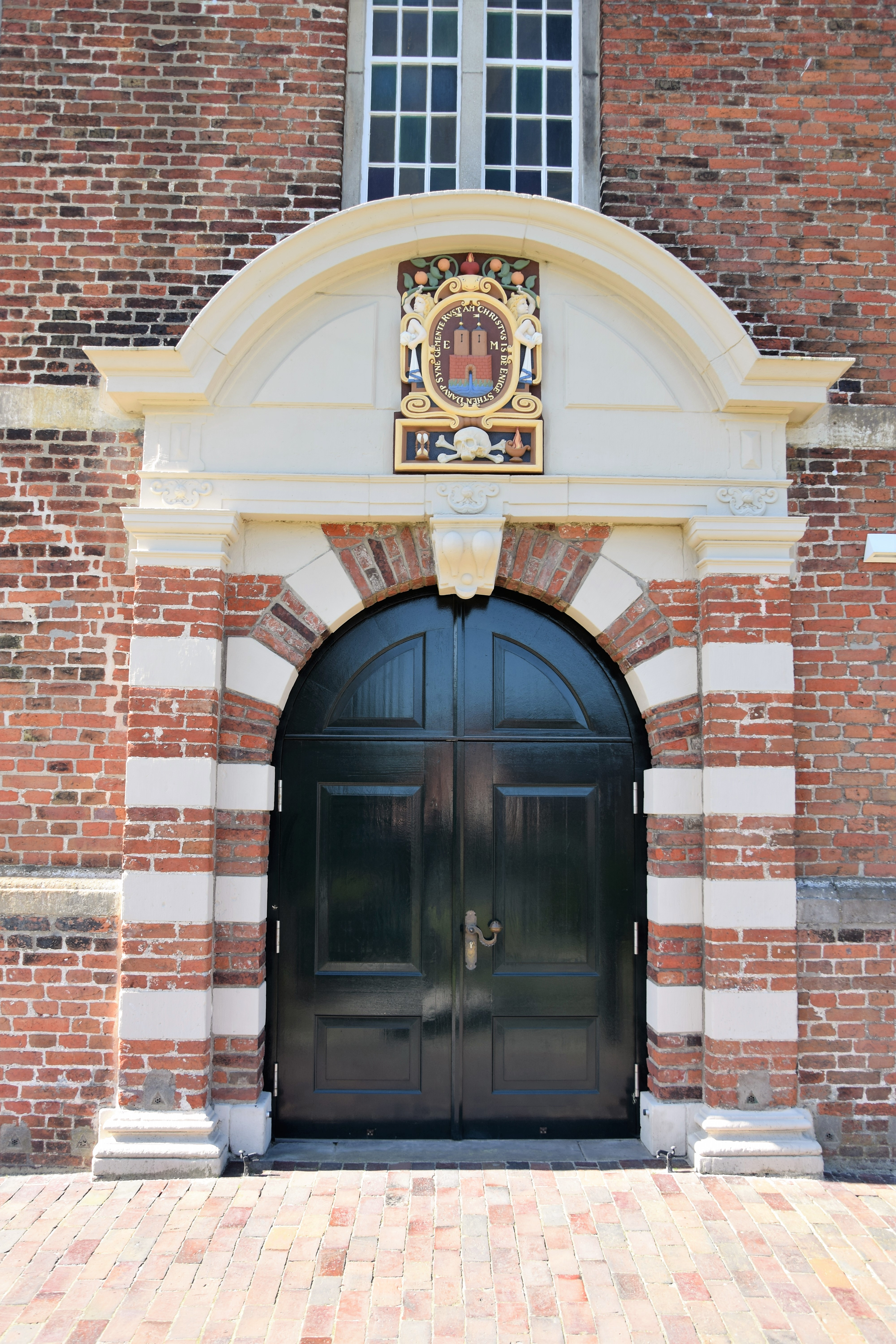
Portal im Nordosten mit Siegel der reformierten Gemeinde im Tympanon

Die Kirche wurde im Stil des Frühbarock errichtet und ist vom Niederländischen geprägt. Sie ist ein roter Backsteinbau mit hellen Werksteingliederungen. In ihrem Inneren birgt sie einen für den frühen protestantischen Kirchenbau einmaligen Predigtraum mit zentralistischer Tendenz.
Bei den Plänen für die Neue Kirche in Emden orientierte sich Faber am Vorbild der 1621–1623 in Amsterdam als Zentralbau errichteten Noorderkerk, gestaltete den Bau jedoch noch konsequenter im Sinne der calvinistischen Lehre. Grundlage der Norderkerk war das Griechische Kreuz, das Faber für die Kirche in Emden leicht abwandelte. Hier verzichtete er auf den südlichen der vier gleich langen Kreuzarme, da ein besonderer Chor nicht gewünscht war. Dieser Arm ist zu einem Risaliten verkürzt. Dies war im Barock ein beliebtes Mittel zur Fassadengliederung. Zudem konnte das Gebäude so in seiner größten Längsausdehnung, also Ost-West, parallel zur Brückstraße angeordnet werden. Die drei Arme des Kreuzes sind in ihrem Abschluss identisch. Die Außenwände werden durch helle, umlaufende Sandstein-Bänder und je zwei Rundbogenfenster gegliedert und sind etwas über die Dachfläche gezogen. In den Giebelquadraten, die mit einem Tympanon abgeschlossen werden, befindet sich jeweils ein Kreisfenster in einer großen Rundblende mit Maßwerk.

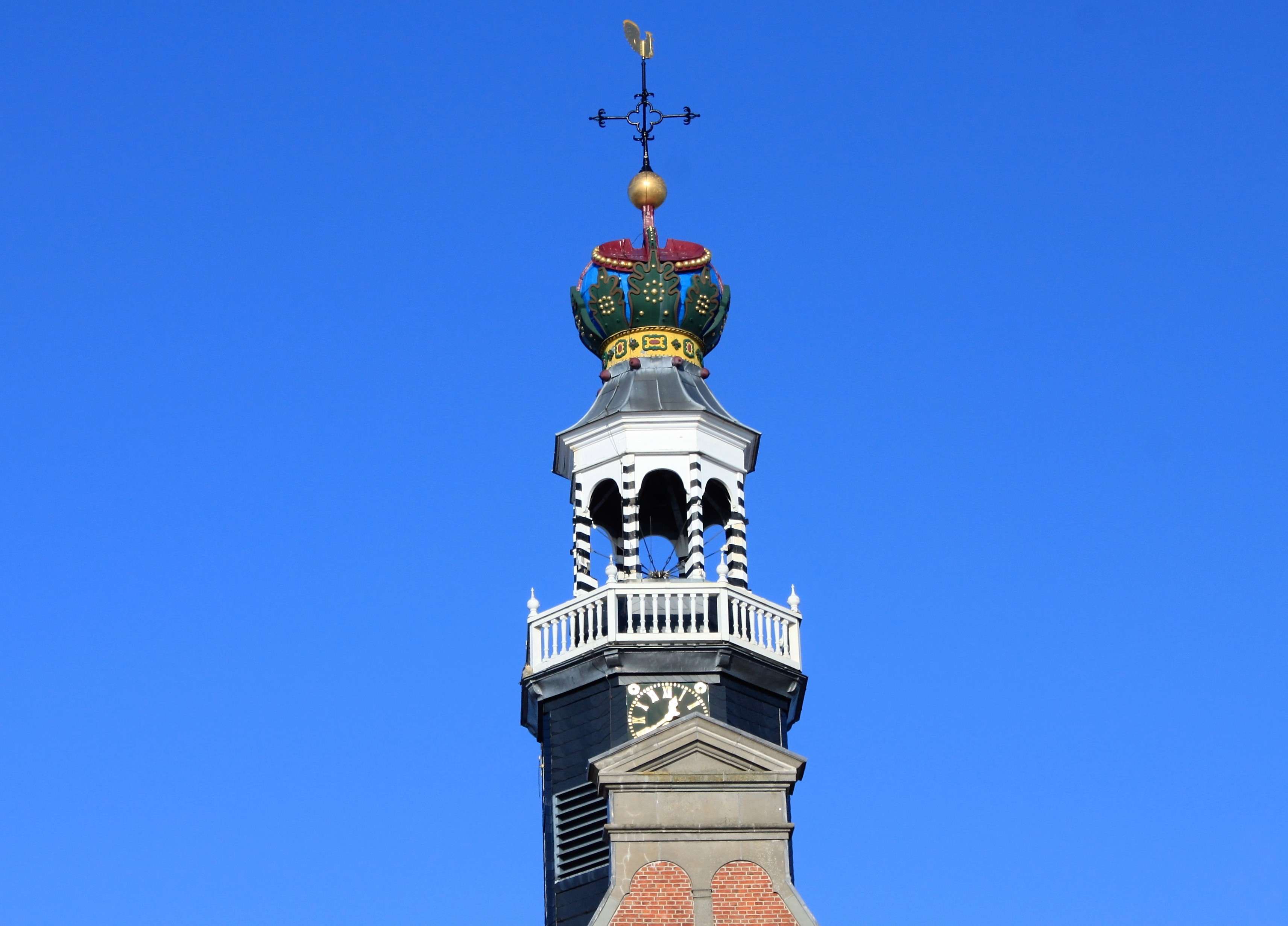
Dachreiter mit Habsburger Krone

Den so entstandenen T-förmigen Grundriss löste Faber durch niedrigere Anbauten in den Winkeln auf. Hier befinden sich die repräsentativen Eingangsportale und die Treppen zu den Emporen. Die Rundbogenportale werden von zwei Pilastern mit Architrav flankiert. Die Umrahmungen sind im Nordwesten ganz aus hellem Sandstein, im Nordosten abwechselnd in Rot und Weiß. Im rundbogigen Tympanon der Nordwestseite ist in den Stadtfarben Gelb-Rot-Blau das Emder Wappen eingelassen, das eine gekrönte und geflügelte Harpyie mit Brüsten („Engelke up de Mür“) hinter einer zinnenbewehrten Mauer und den Wellen der Ems zeigt. Das Wappen wird von zwei Voluten flankiert und von einem stilisierten Lorbeerkranz umgeben, der von der Kaiserkrone zusammengehalten wird. Über dem Portal im Nordosten ist das Siegel der reformierten Gemeinde angebracht, das die Inschrift trägt: „AM CHRISTVS IS DE ENIGE STHEN DARVP SYNE GEMENTE RVST EM“. Über dem zentralen Schnittpunkt des Kreuzes befindet sich ein aufragender sechseckiger Dachreiter mit Galerie und offener Laterne. Er wird durch eine Nachbildung der Habsburger Kaiserkrone Rudolph II. durch den Emder Bildhauer Fritz Liebsch bekrönt. Damit unterstrichen die Emder ihre Autonomie und ihre (nie erreichte) Reichsunmittelbarkeit, ordneten sich also nur dem Kaiser, nicht aber dem ostfriesischen Landesherrn unter. Der über der Krone sitzende Hahn ist ein Zeichen für eine reformierte Kirche. Der Dachreiter beherbergt zwei Glocken. Die kleine bronzene Schlagglocke in der Turmspitze ist ohne Inschrift. Die Haupt- und Läuteglocke im Turmschaft wurde 1724 von Jan Albert de Grave aus Amsterdam gegossen, worauf die Inschrift hinweist: „ME FECIT JAN ALBERT DE GRAVE AMSTELODAMI ANNO DOMINI 1724“. Die der heiligen Katharina geweihte „Nikolausglocke“ von 1356 ist verschollen.

### Das Innere
Die Vierung des Gebäudes ist der quadratische Raum, der durch dorische Doppelsäulen am Schnittpunkt der Kreuzarme und gleichartige Halbsäulen als Wandvorlagen an der Südwand gebildet wird. Ursprünglich wurde er oben durch ein Kreuzrippengewölbe der sich durchdringenden Holztonnengewölbe abgeschlossen.
Kanzel und Abendmahlstisch wurden an der Mitte der Südwand angeordnet. Das Kirchengestühl ist im Sinne einer Predigtkirche so gruppiert, dass von überall der Blick auf die Kanzel an der Südwand fällt. Einen Altar gibt es hingegen nicht, da nach dem reformierten Verständnis des Abendmahles am Altar kein Opfer dargebracht wird.

## Ausstattung

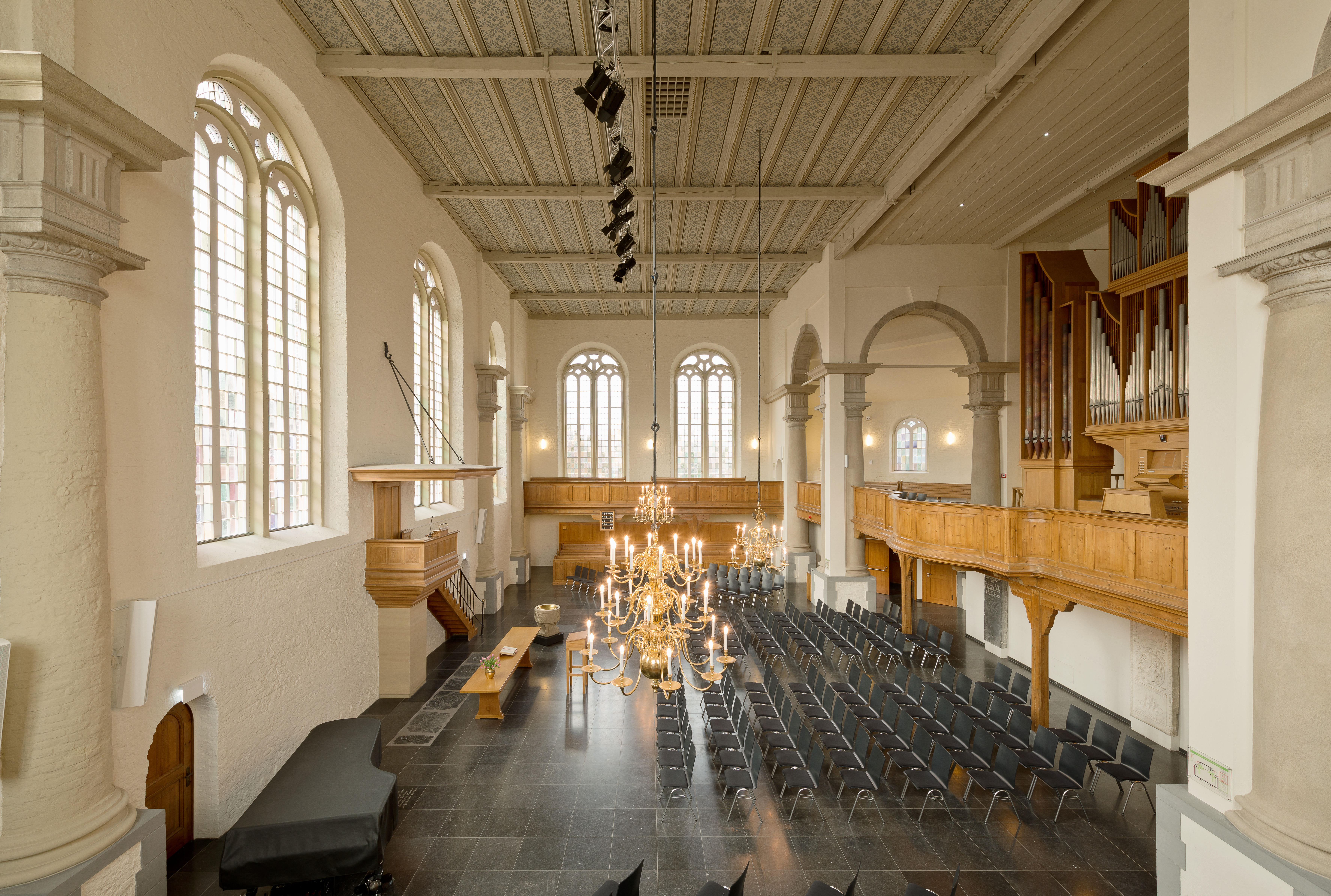
Innenraum mit Blick nach Westen

Der Großteil der ursprünglichen Einrichtung der Neuen Kirche ist im Krieg zerstört. Die heutige Einrichtung ist, bis auf den Taufstein, die Kronleuchter und einige Grabplatten, modern.

### Taufstein

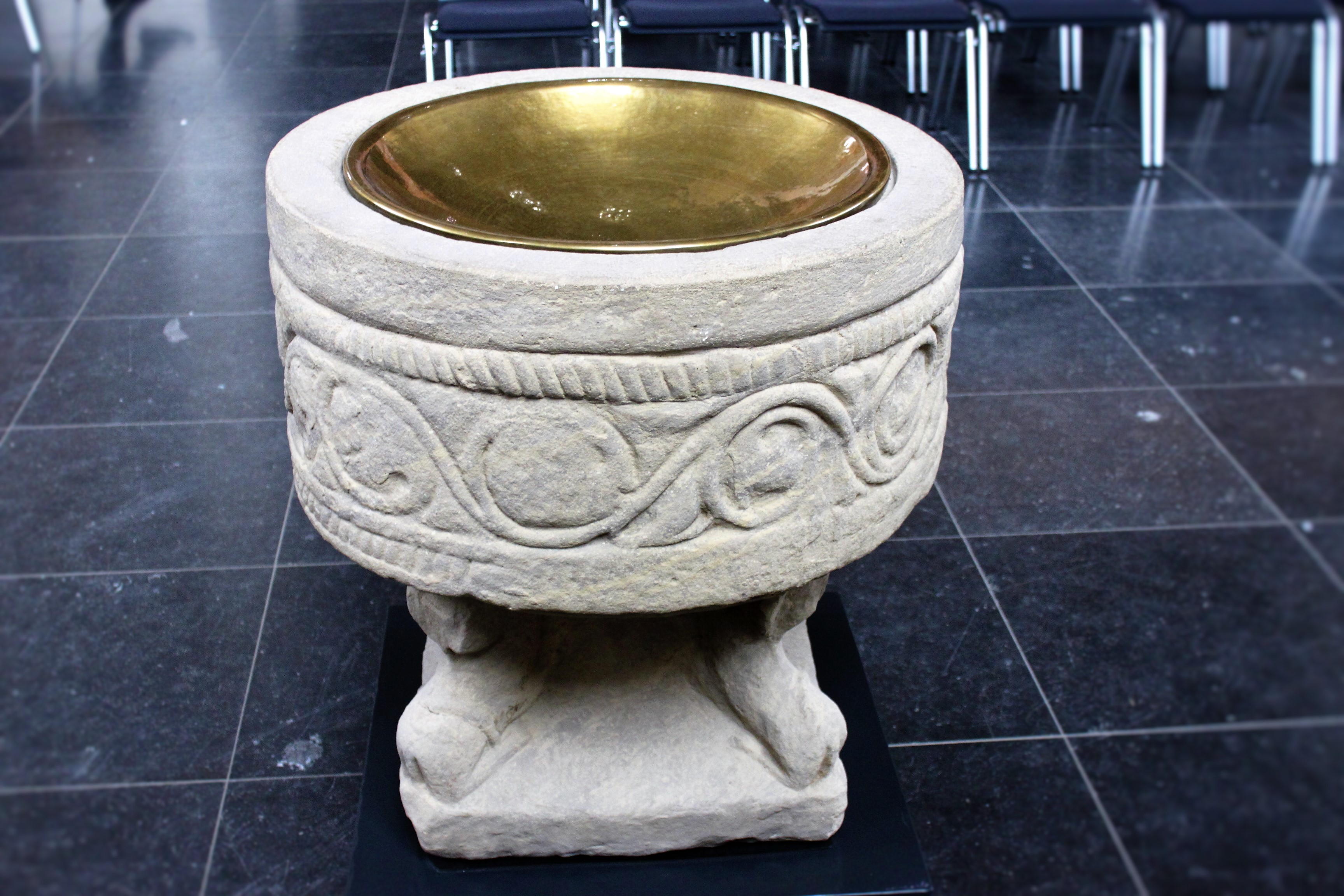
Romanisches Taufbecken

Der Taufstein der Neuen Kirche stammt aus der Kirche in Jennelt und wurde vermutlich in der 2. Hälfte des 13. Jahrhunderts aus Bentheimer Sandstein geschaffen. Nachdem der Taufstein lange im Garten der Jennelter Pastorei aufgestellt war, fand er im Jahr 1902 seinen Aufstellungsort im Ostfriesischen Landesmuseum Emden. Nach dem Wiederaufbau der Neuen Kirche wurde er ihr als Leihgabe überlassen. Vor der Aufstellung musste der Taufstein restauriert werden, da der obere Rand der Kuppa zerstört oder abgearbeitet war.
Das Becken ist mit schlichten Ranken mit Blättern, die durch inzwischen stark verwitterte Tauornamente begrenzt wurden, verziert. Getragen wird das Becken von Löwen auf einer quadratischen Platte, deren Köpfe in der Neuen Kirche jedoch abgeschlagen sind. Den Löwen wurde apotropäische Wirkung zugeschrieben. Zugleich dienten sie als Symbol für Christus, unter dessen starken Schutz sich die Täuflinge begaben.

### Kronleuchter

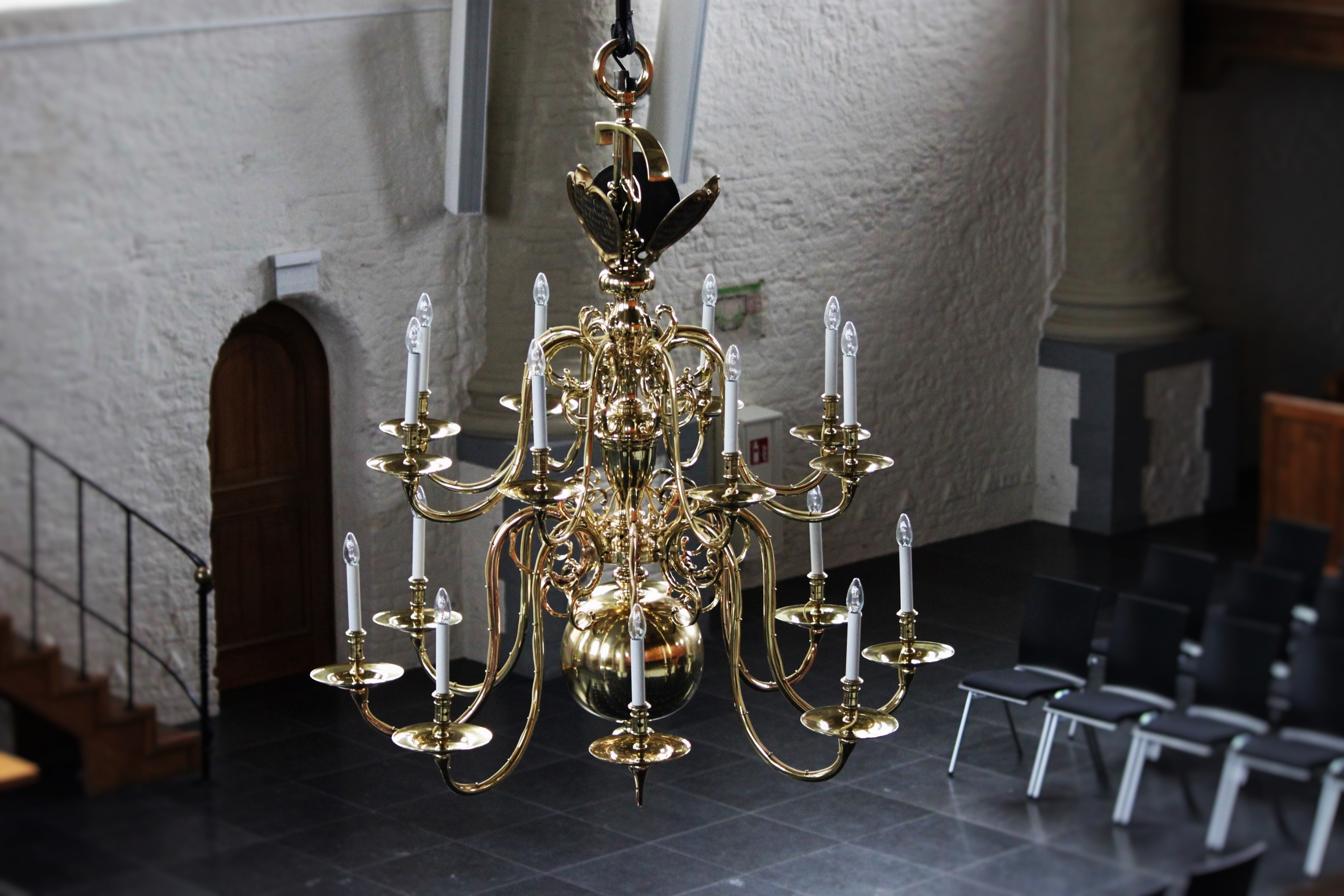
Böttcherkrone von 1648

Der mittlere Kronleuchter wurde der Kirche zu ihrer Fertigstellung 1648 von der Böttcherzunft gestiftet, worauf zwei Stiftertafeln hinweisen, die oben am Kronleuchter angebracht sind: „Ter Ehren Godts, tot Cyrael van Dees Kerck, Gefft Küpers dit kleine Krone Werck.“ – „Gegeven 1648. Hindrick Harmens Over Oldermann. Ian Sybens. Wolter Jacobs. Olderluide.“ Eine dritte Tafel erinnert an eine Renovierung im Jahr 1714: „Vernieuwt 1714. Peter Willems Roeier. Over Oldermann. Sander Haeien. Hindrick Ryken Olderluide.“ Die Krone zeigt eine Hand mit einem sogenannten Kuiper-Hammer, dem Handwerkszeichen der Böttcherzunft. Diese „Böttcherkrone“ ist ein Geschenk der Zunft an die Kirche und der älteste erhaltene Messingleuchter in Emden.

### Orgel

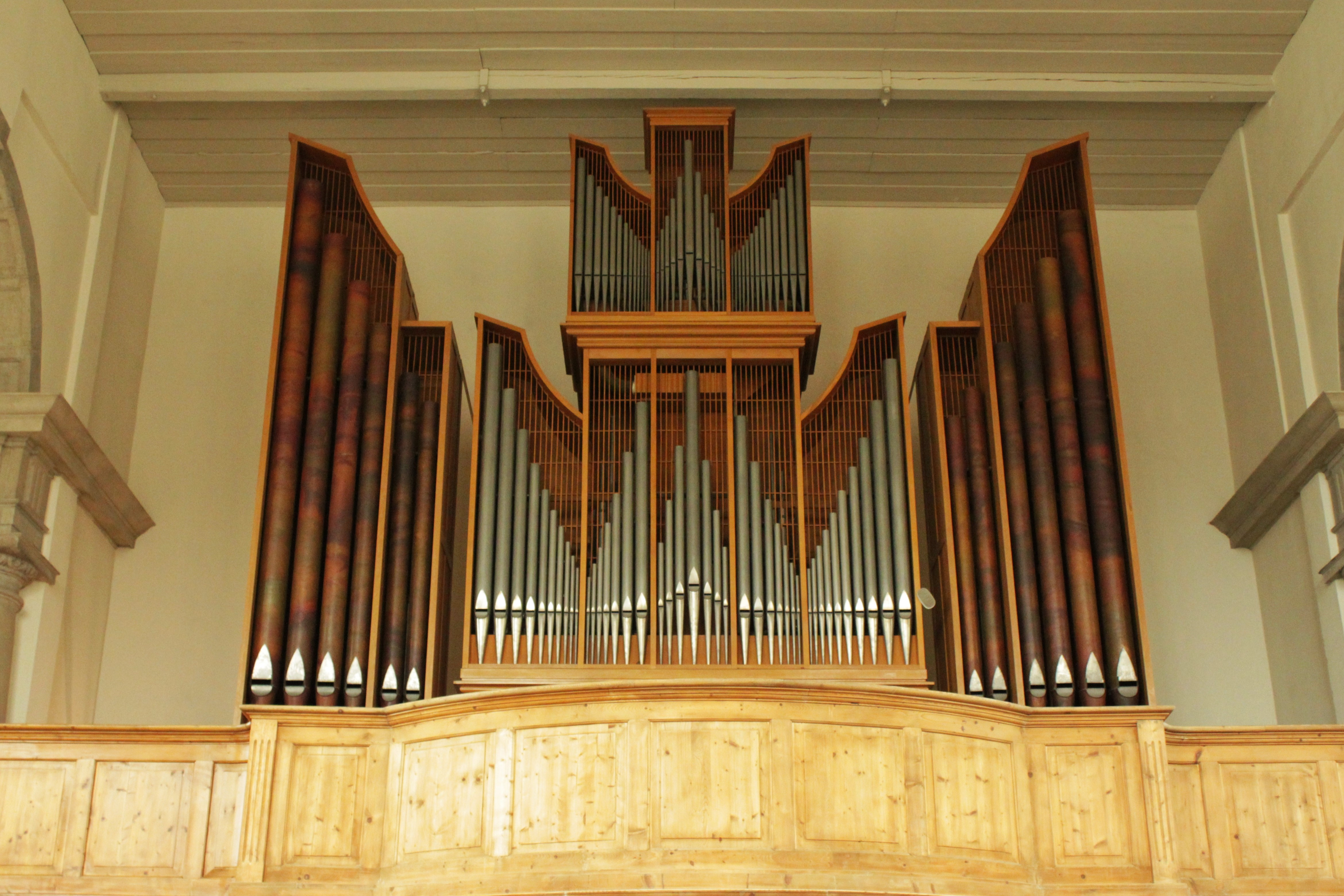
Schuke-Orgel von 1958

Die erste Orgel wurde von Johannes Wilhelmus Timpe (Groningen) im Jahr 1818 auf der Nordempore erbaut und verfügte über 30 Register auf zwei Manualen und Pedal. Durch einen Bombenangriff 1942 war das Instrument stark beschädigt und nur noch teilweise spielbar. Dieser Zustand verschlimmerte sich im folgenden Jahr noch, da die Orgel aufgrund der zerstörten Fenster dem Staub und der Witterung ausgesetzt war. 1944 wurde die Orgel mit der Kirche zerstört. Nach dem Wiederaufbau hatte die Neue Kirche zunächst keine Orgel. Anfangs wurde der Gemeindegesang im sonntäglichen Gottesdienst zunächst drei Jahre lang vom Singkreis, gelegentlich auch vom Posaunenchor angeführt. Ab Mitte der 1950er Jahre gab es Planungen, in der Kirche ein neues Instrument aufzustellen. Dieses sollte von der Firma Paul Ott aus Göttingen gebaut werden. Geplant war eine Orgel von 20 Registern auf 2 Manualen und Pedal. Ende 1956 wurde das Rückpositiv geliefert, das jedoch im Februar 1957 wieder abgebrochen wurde. Ausschlaggebend waren Streitigkeiten über die Lieferzeit, die Konzeption des Hauptwerks und die genaue Platzierung des Rückpositivs in der Emporenbrüstung.
Anschließend trat der Kirchenrat an den Berliner Orgelbauer Karl Schuke heran, der das heutige Instrument am 24. August 1958 seiner Bestimmung übergeben konnte. Der fünfachsige Prospekt hat in der Mitte drei schlanke Rechteckfelder, die von zwei Harfenfeldern flankiert werden. Außen schließen sich die Pedaltürme mit ihren markanten Kupferpfeifen an. Dem Mittelteil des Hauptwerks ist ein dreigliedriges Oberpositiv aufgesetzt. Die Disposition lautet wie folgt:
| I Hauptwerk C–g3 |     |
| Praestant        | 8′  |
| Rohrflöte        | 8′  |
| Oktave           | 4′  |
| Superoktave      | 2′  |
| Mixtur IV–V      |     |
| Dulcian          | 16′ |
| Trompete         | 8′  |

| II Positiv C–g3 |       |
| Gedackt         | 8′    |
| Praestant       | 4′    |
| Koppelflöte     | 4′    |
| Gedackt         | 2′    |
| Quinte          | 1 ⁄3′ |
| Sesquialtera II |       |
| Scharf IV–V     |       |
| Trichterregal   | 8′    |

| Pedal C–f1 |     |
| Praestant  | 16′ |
| Oktave     | 8′  |
| Oktave     | 4′  |
| Mixtur V   |     |
| Posaune    | 16′ |
| Schalmei   | 4′  |

Anmerkungen
1. ↑  Aus Kupfer.

### Grabplatten

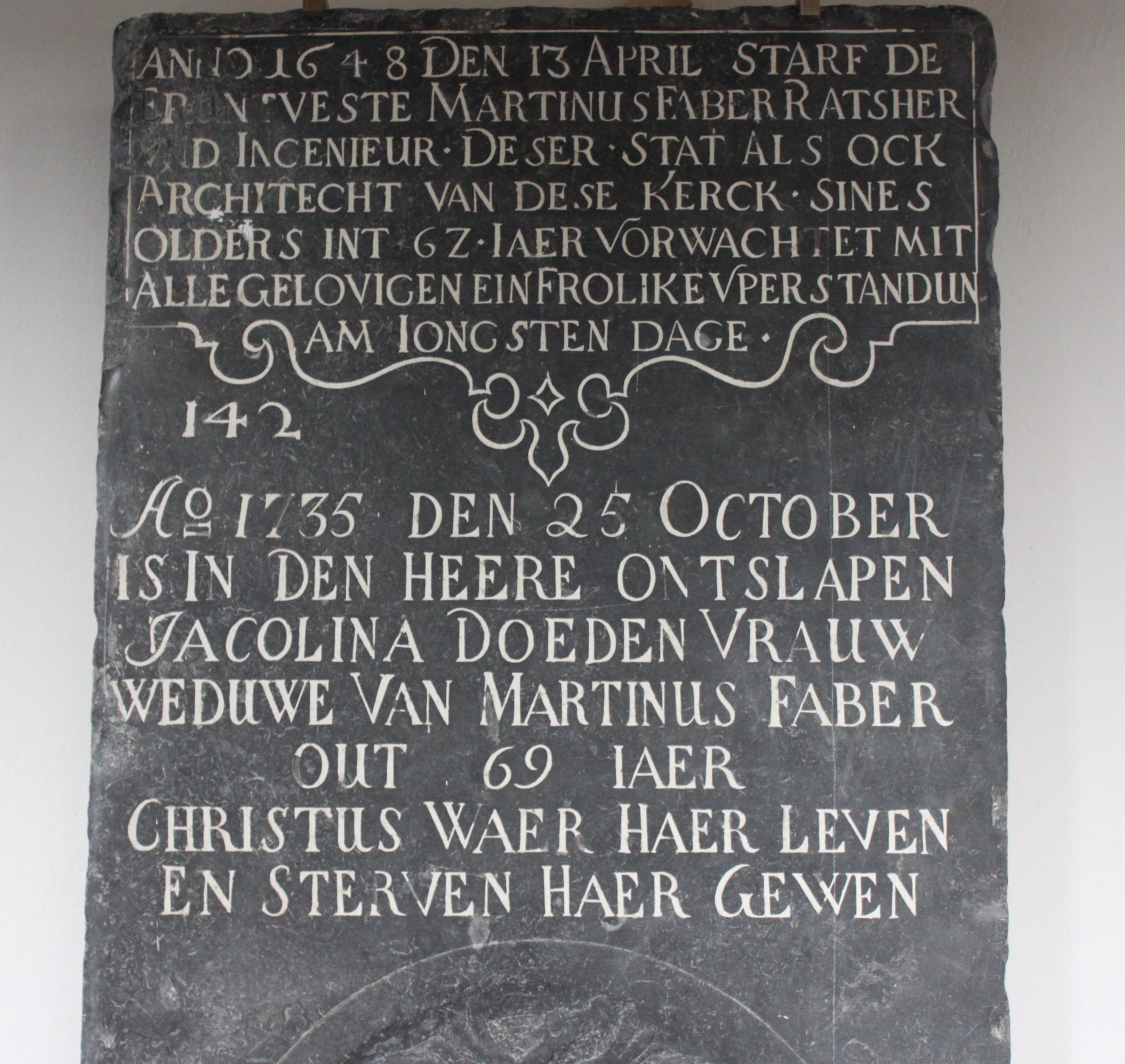
Grabplatte von Martin Faber und seiner Enkeltochter Jacolina Doeden

Beim Abtrag des Fußboden von Februar bis Mai 2012 traten teils großformatige Bruchsteine der alten Grabplatten zutage. Nach einem Inventar aus dem Jahr 1933 waren allein in den zugänglichen Bereichen 87 Grabplatten aus Aachener Blaustein in den Fußboden eingelassen. Sie waren fast alle nach Osten ausgerichtet und trugen häufig halbplastisch hervortretende Familienwappen. Die Inschriften waren in der Regel auf Niederdeutsch oder Niederländisch, seltener auf Latein verfasst und durch gravierte, gerade oder geschwungene Linien eingefasst, teils ergänzt durch florale oder ornamentale Elemente. Vereinzelt waren auch Steine aus grauem oder rotem Sandstein gefertigt. Ursprünglich waren die Grabplatten, die eine einheitliche Breite von 0,67–0,73 Meter aufwiesen, in Streifen in Ost-West-Richtung dicht nebeneinander verlegt und dienten auf diese Weise als Fußboden. Im Zuge der Kirchenrenovierung wurden sechs der besser erhaltenen Grabplatten vor der Kanzel in einer Reihe verlegt.
An der Nordwand des Innenraums der Kirche befinden sich zwei gut erhaltene Grabplatten, die die Zerstörung der Kirche ohne große Beschädigungen überstanden. Die schwarze Grabplatte stammt vom Grab des Architekten der Kirche, Martin Faber, und trägt die Inschrift: „Anno 1648 den 13 April starf de ernntveste Martinus Faber Ratsher und Ingenieur deser Stat als ock Architecht van dese Kerck sines Olders int 62 Iaer vorwachtet mit alle Gelovigen ein frolike Vperstandun(g) am Iongsten Dage / Anno 1735 den 25 October is in den Heere ontslapen Jacolina Doeden Vrauw Weduwe van Martinus Faber out 69 Iaer Christus waer haer Leven en Sterven haer Gewen“. Die weiße Alabasterplatte des Emder Kaufmanns und Ratsherrn Cornelius Budde ist von einem Lorbeerwulst eingefasst. Sie zeigt in der Mitte das Wappen, das von einer Grabinschrift umgeben ist: „Heer Budde leid hier nu in Rust / Die Handel dreef met Kracht en Lust / Door Deugd en Eer wierd hy geprezen / Hy was een Troost voor d‘arme Wezen / Wiens Ziel by God nu Zeegen praalt / En‘t Lichaam is int Graf gedaalt.“ Unten ist ein Schiff auf einem Sockel dargestellt, der eine weitere Inschrift trägt: „Soo als dit Schip bruist door de wild en woeste Baaren Moet met Geloov en Deugd u Ziel na Jesus vaaren.“

## Friedhof
Auf dem Friedhof befinden sich um die 760 Grabstellen, von denen die meisten nach 1950 belegt wurden. Die ältesten Grabmale gehen auf das Ende des 18. Jahrhunderts zurück. Von der Friedhofsmauer, die einst den gesamten Kirchhof umschloss, ist nur noch die nördliche Mauer mit dem Nordtor erhalten. Die aufgemauerten Pfeiler gehen im Kern auf Martin Faber zurück und wurden im Jahr 2008 restauriert. Sie tragen Blattmasken mit Dämonenköpfen und werden von großen Pinienzapfen bekrönt. Die handgeschmiedeten Tore wurden 2011 nach Vorbildern aus dem 19. Jahrhundert rekonstruiert. Heute werden noch Urnenbestattungen vorgenommen und Erdbestattungen nur noch bei Ehepartnern. Das Verbot von Grabplatten in der Friedhofsordnung wurde 2010 vom Niedersächsischen Oberverwaltungsgericht bestätigt.

## Gemeinde
Die Kirchengemeinde ist als Bezirk Neue Kirche Teil der evangelisch-reformierten Gemeinde Emdens. Pastorin ist Etta Züchner.